# تئاتر برادوی

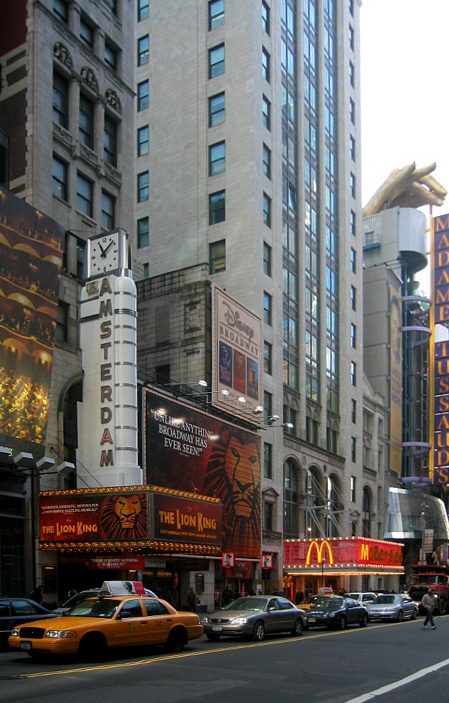
نمایش شیرشاه در سالن نیو آمستردام، ۲۰۰۳

تئاتر برادوی (به انگلیسی: Broadway Theatre) که اغلب آن را به‌طور خلاصه برادوی نیز می‌خوانند، به اجراهای نمایشی گفته می‌شود که در منطقهٔ تئاتری خیابان برادوی، در منهتنِ نیویورک، در یکی از ۴۰ سالن تئاتر حرفه‌ای با ۵۰۰ صندلی یا بیشتر از آن اجرا می‌شود. بسیاری تئاتر برادوی را در کنار تئاتر وست اند لندن، محل اجرای بهترین نمایش‌های تجاری در میان کشورهای انگلیسی‌زبان می‌دانند.
منطقهٔ تئاتر یکی از جاذبه‌های توریستی شهر نیویورک است. بر اساس گزارش برادوی لیگ، نمایش‌های برادوی در سال ۲۰۱۱ تقریباً معادل ۱٫۰۸۱ میلیارد دلار و در سال ۲۰۱۰، ۱٫۰۳۷ میلیارد دلار بلیت فروختند. در سال ۲۰۱۱، تئاتر برادوی ۱۲٫۱۳ میلیون نفر بیننده داشت.

## فهرست تئاترها
| تئاترها                  | آدرس                              | ظرفیت | مالک/اداره کننده          |
| ------------------------ | --------------------------------- | ----- | ------------------------- |
| تئاتر ال هیرشفلد         | W. 45th St. (No. 302)             | ۱۴۲۴  | تئاترهای جوجمسین          |
| تئاتر امباسادور          | W. 49th St. (No. 219)             | ۱۱۲۵  | سازمان شوبرت              |
| تئاتر امریکن ایرلاینز    | W. 42nd St. (No. 227)             | ۷۴۰   | شرکت تئاتر رانداباوت      |
| تئاتر آگوست ویلسون       | W. 52nd St. (No. 245)             | ۱۲۲۸  | تئاترهای جوجمسین          |
| تئاتر بلاسکو             | W. 44th St. (No. 111)             | ۱۰۱۸  | سازمان شوبرت              |
| تئاتر برنارد بی. جیکوبز  | W. 45th St. (No. 242)             | ۱۰۹۲  | سازمان شوبرت              |
| تئاتر بوث                | W. 45th St. (No. 222)             | ۸۰۰   | سازمان شوبرت              |
| تئاتر برودهرست           | W. 44th St. (No. 235)             | ۱۱۸۶  | سازمان شوبرت              |
| تئاتر برادوی             | W. 53rd St & Broadway (No. 1681)  | ۱۷۶۱  | سازمان شوبرت              |
| تئاتر بروکز اتکینسن      | W. 47th St. (No. 256)             | ۱۰۹۴  | سازمان نیدرلاندر          |
| تئاتر سیرکل این د اسکوئر | W. 50th St. (No. 235)             | ۸۴۰   | مستقل                     |
| تئاتر کورت               | W. 48th St. (No. 138)             | ۱۰۸۴  | سازمان شوبرت              |
| تئاتر اثل بریمور         | W. 47th St. (No. 243)             | ۱۰۹۶  | سازمان شوبرت              |
| تئاتر یوجین اونیل        | W. 49th St. (No. 230)             | ۱۰۶۶  | تئاترهای جوجمسین          |
| تئاتر جرالد شونفلد       | W. 45th St. (No. 236)             | ۱۰۷۹  | سازمان شوبرت              |
| تئاتر گرشوین             | W. 51st St. (No. 222)             | ۱۹۳۳  | سازمان نیدرلاندر          |
| تئاتر هیز                | W. 44th St. (No. 240)             | ۵۹۷   | Second Stage Theater      |
| تئاتر هادسون             | W. 44th St. (No. 141)             | ۹۷۵   | گروه تئاترهای امباسادور   |
| تئاتر ایمپریال           | W. 45th St. (No. 249)             | ۱۴۴۳  | سازمان شوبرت              |
| تئاتر جان گلدن           | W. 45th St. (No. 252)             | ۸۰۵   | سازمان شوبرت              |
| تئاتر لانگیکر            | W. 48th St. (No. 220)             | ۱۰۹۱  | سازمان شوبرت              |
| تئاتر لانت-فونتانه       | W. 46th St. (No. 205)             | ۱۵۱۹  | سازمان نیدرلاندر          |
| تئاتر لایسییم            | W. 45th St. (No. 149)             | ۹۲۲   | سازمان شوبرت              |
| تئاتر لیریک              | W. 43rd St. (No. 214)             | ۱۶۲۲  | گروه تئاترهای امباسادور   |
| تئاتر مجستیک             | W. 44th St. (No. 245)             | ۱۶۴۵  | سازمان شوبرت              |
| تئاتر مارکی              | W. 46th St. (No. 210)             | ۱۶۱۲  | سازمان نیدرلاندر          |
| تئاتر مینزکوف            | W. 45th St. (No. 200)             | ۱۷۱۰  | سازمان نیدرلاندر          |
| تئاتر میوزیک باکس        | W. 45th St. (No. 239)             | ۱۰۰۹  | سازمان شوبرت              |
| تئاتر نیدرلاندر          | W. 41st St. (No. 208)             | ۱۲۳۵  | سازمان نیدرلاندر          |
| تئاتر نیل سایمون         | W. 52nd St. (No. 250)             | ۱۴۶۷  | سازمان نیدرلاندر          |
| تئاتر نیو آمستردام       | W. 42nd St. (No. 214)             | ۱۷۴۷  | Disney Theatrical Group   |
| تئاتر پالاس              | W. 47th St. & Broadway (No. 1564) | ۱۷۴۳  | سازمان نیدرلاندر          |
| تئاتر ریچارد راجرز       | W. 46th St. (No. 226)             | ۱۴۰۰  | سازمان نیدرلاندر          |
| تئاتر سنت جیمز           | W. 44th St. (No. 246)             | ۱۷۰۹  | تئاترهای جوجمسین          |
| تئاتر ساموئل جی. فریدمن  | W. 47th St. (No. 261)             | ۶۵۰   | Manhattan Theatre Club    |
| تئاتر شوبرت              | W. 44th St. (No. 225)             | ۱۴۶۰  | سازمان شوبرت              |
| تئاتر استیون سوندهایم    | W. 43rd St. (No. 124)             | ۱۰۵۵  | شرکت تئاتر رانداباوت      |
| استودیو ۵۴               | W. 54th St. (No. 254)             | ۱۰۰۶  | شرکت تئاتر رانداباوت      |
| تئاتر ویویان بومونت      | W. 65th St. (No. 150)             | ۱۰۸۰  | مرکز هنرهای نمایشی لینکلن |
| تئاتر والتر کر           | W. 48th St. (No. 219)             | ۹۴۵   | تئاترهای جوجمسین          |
| تئاتر وینتر گاردن        | W. 50th St. & Broadway (No. 1634) | ۱۵۲۶  | سازمان شوبرت              |